# Trubarjev antikvariat
Trubarjev antikvariat je najstarejši slovenski antikvariat. 

## Zgodovina
Trubarjev antikvariat se je razvil iz prvega povojnega antikvariata, ki je nastal v okviru Cankarjeve založbe leta 1945. Njegov začetnik je Štefan Tausig. Prvi prostori antikvariata so bili na Kopitarjevi ulici, nato je deloval v prostorih Kleinmayer & Bambergove knjigarne na Miklošičevi 16, končno pa je leta 1965 našel dom na Mestnem trgu. Ko se je Štefan Tausig leta 1969 upokojil, je vodenje antikvariata prevzel Marjan Podgoršek, doslej edini antikvar, ki je dobil Schwentnerjevo nagrado (1985), leta 1981 pa Stanka Golob, ki je antikvariat vodila do svoje upokojitve leta 2010.

## Dejavnost
Sprva je Trubarjev antikvariat deloval predvsem kot bibliofilski, umetnostni in znanstveni antikvariat – na podlagi kataloške prodaje knjig. Med letoma 1953 in 1957 je izdajal prve jugoslovanske kataloge antikvarnih knjig, imenovane Novosti antikvariata Cankarjeve založbe, danes pa štirikrat letno izda prodajni katalog Redko in lepo. Leta 1998 je začel z javnimi dražbami knjig, tiskov, grafik in razglednic. V antikvariatu prirejajo razne dogodke v obliki literarnih večerov, dražb starih tiskov in knjig, prodajnih razstav knjig s podpisi in posvetili ali s posebnimi vezavami in tematske razstave. Prav tako je pod okriljem antikvariata doslej izšlo 34 ponatisov, med njimi največ Trubarjevih del.
V svoji zgodovini je antikvariat našel mnogo redkih knjig, ki so pomebne za kulturo slovenskega naroda in danes domujejo v muzejih in knjižnicah, med njimi Ephemerides (1531) Andreja Perlaha, dve knjigi tiskarja Matevža Cerdonisa iz Slovenj Gradca, Valvasorjevo Topografija Lamberških grofov (1679) in Topografijo Koroške (1681) – poseben odtis, ter še mnogo drugih knjig, zemljevidov in vedut.
Leta 2016 je Trubarjev antikvariat za visoko strokovno delo pri zagotavljanju dostopnosti knjig in prispevek k bralni kulturi prejel najvišje državno odlikovanje: Medaljo za zasluge Republike Slovenije.